# Gusto artístico

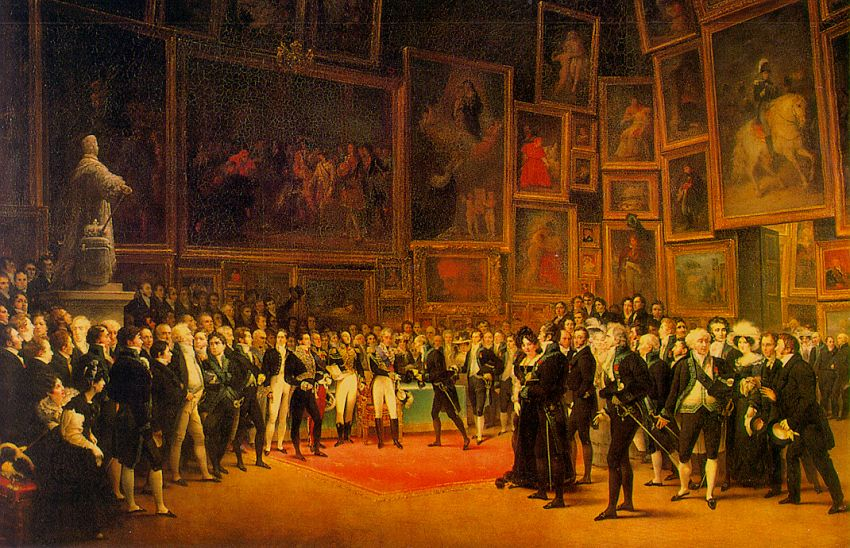
La máxima expresión del buen gusto academicista: Carlos X concediendo los premios del Salón de 1824 en el Louvre.

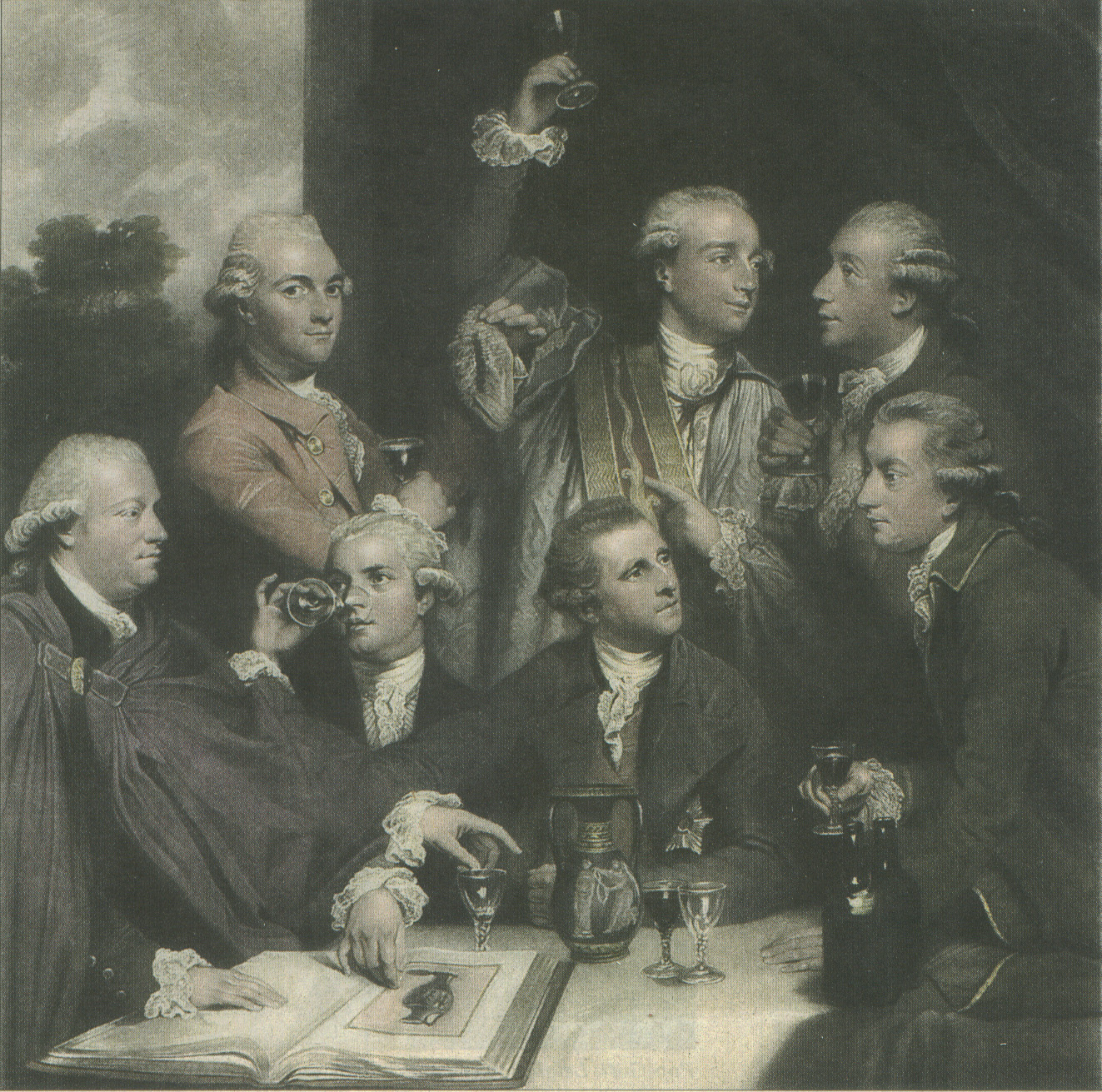
Miembros de la Society of Dilettanti en 1777.

Gusto artístico o gusto estético es la sensibilidad en contextos artísticos o estéticos; que por analogía se compara al sentido del gusto en vez de a los sentidos implicados en la contemplación de las bellas artes (la vista en las artes visuales o el oído en la música). En el vocabulario de la crítica de arte es habitual la traslación de sentido de unos ámbitos de la percepción de características sensoriales a otros (por ejemplo, en la gastronomía, la cata de vinos y la perfumería se utiliza un vocabulario de gran imaginación, que no se limita al olfato y al gusto), que en casos extremos se denomina sinestesia (condición presente en algunos artistas, notablemente Kandinsky).

## Evolución del gusto artístico

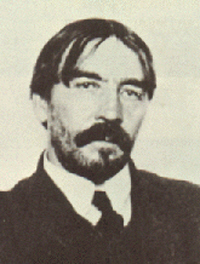
Thornstein Veblen

A pesar de la admisión de que el gusto es algo variable, no universal sino propio de cada sujeto, no objetivo sino subjetivo («en la variación está el gusto», «para gustos se hicieron los colores», «entre gustos no hay disputas»); siempre se ha realizado convencionalmente una jerarquía, arbitraje, valoración y sujeción a criterio de los distintos gustos, generando los conceptos opuestos de buen gusto y mal gusto. Aplicados desde una perspectiva elitista, definen lo kitsch, el mal gusto atribuido a las producciones artísticas popularizadas, lo cursi o lo pedante. Criterios semejantes se aplicaban ya en la Antigüedad romana, cuando Petronio fue denominado arbiter elegantiæ ('árbitro de la elegancia') por Tácito.
Cada teoría del arte tiene en el gusto su aplicación individual o social desde un punto de vista valorativo (juicio estético); mientras que su aplicación profesional es la crítica de arte, y su plasmación material se da en las obras de arte, a través de las características de una escuela artística concreta o a través de las características de un movimiento artístico o estilo artístico, más generales. No solo el trabajo, sino la propia peripecia vital de los artistas son objeto de consideración acerca de su gusto, especialmente en sus manifestaciones más extremas y opuestas (academicismo, bohemia, provocación).
Tras el tratamiento que dio al tema el Renacimiento (Baltasar de Castiglione, El cortesano, 1528) y el Barroco (Baltasar Gracián El discreto, 1648); la Ilustración acuñó el concepto pedagógico de «educación del gusto» (presente en Voltaire o Rousseau). Kant, en la Crítica del juicio (1790), identifica el juicio estético como la facultad de juzgar la belleza; una facultad subjetiva, pero a la que el juicio aporta un valor universal. Para Lord Shaftesbury o Diderot, el gusto es una facultad natural y creadora, regida por sus propias leyes. Comienzan a ser comunes las figuras del dilettante y del dandy. En la misma época se termina concretando el gusto en su aspecto sociológico, como una creación social: la moda. En el siglo XIX, con el Romanticismo, recibirá la atención de Hegel, que no lo limita a lo bello, y que considera que «el gusto desaparece ante el genio» (Estética o filosofía del arte). Más adelante, Baudelaire, Mallarmé o Valéry conciben el gusto desde el malditismo, con un carácter histórico, como la facultad de entrar en la modernidad; de un modo similar a como, en la época del surrealismo, los jóvenes Lorca y Dalí etiquetaban como putrefacto lo que no era de su agrado. Desde mediados del siglo XX, sometido el arte y la estética a procesos autodestructivos (muerte del arte para Argán) y deconstructivos (Derrida), el análisis contemporáneo del gusto tiende a la oposición de dos aspectos: la preferencia individual y la finura del juicio; mientras que los mecanismos sociales y económicos de determinación del gusto se estudian por la sociología, que ya se interesó por el fenómeno de la moda desde Georg Simmel.
Desde la publicación de la obra Thorstein Veblen (Teoría de la clase ociosa, 1899), la economía se ha implicado en la consideración del gusto como un elemento de la emulación social a través del consumo. Arnold Hauser desarrolló el mismo concepto desde la metodología del materialismo histórico (Historia social de la literatura y el arte, 1951).

## Mecanismo del gusto y el consumo
El gusto y el consumo están íntimamente ligados; el gusto como preferencia de ciertos tipos de ropa, alimentos y otros productos básicos afecta directamente las opciones del consumidor en el mercado. Sin embargo, el vínculo causal entre el gusto y el consumo es más complicado que una cadena directa de eventos en la que el gusto crea una demanda que, a su vez, crea una oferta. Existen muchas aproximaciones científicas al gusto, específicamente dentro de los campos de la economía, la psicología y la sociología.
La definición de consumo en su contexto económico clásico se puede resumir en la frase "la oferta crea su propia demanda". En otras palabras, el consumo es creado por y se equipara a la producción de bienes de mercado. Esta definición, sin embargo, no es adecuada para dar cabida a ninguna teoría que intente describir el vínculo entre el gusto y consumo.
El economista Thorstein Veblen propuso un modelo económico más complejo para el gusto y el consumo. Desafió la simple concepción del hombre como simple consumidor de sus necesidades primarias y sugirió que el estudio de la formación de los gustos y patrones de consumo era esencial para la economía. Veblen no ignoraba la importancia de la demanda de un sistema económico, sino que insistió en el rechazo del principio de maximización de la utilidad. La concepción económica clásica de oferta y demanda debe, por tanto, ampliarse para dar cabida a un tipo de interacción social que no es inmanente en el paradigma económico.
Veblen entendió al hombre como una criatura con un fuerte instinto de emular a los demás para sobrevivir. Dado que, en muchos casos, el estatus social se basa, al menos parcialmente, en la propiedad o está representado por ella, los hombres tienden a tratar de hacer coincidir sus adquisiciones con las de aquellos que ocupan una jerarquía social superior. En términos de gusto y consumo moderno esto significa que el gusto se forma en un proceso de emulación: las personas se emulan unas a otras, lo que crea ciertos hábitos y preferencias, lo que a su vez contribuye al consumo de ciertos bienes preferidos.
El principal argumento de Veblen se refería a lo que llamó clase ociosa y explica el mecanismo entre el gusto, la adquisición y el consumo. Tomó su tesis del gusto como factor económico y la fusionó con la hipótesis neoclásica de la falta de saciedad, que afirma que ningún hombre puede jamás estar satisfecho con su fortuna. Por lo tanto, aquellos que pueden permitirse lujos están destinados a estar en una mejor situación social que otros, porque la adquisición de lujos, por definición, otorga un buen estatus social. Esto crea una demanda de ciertos bienes de ocio, que no son de primera necesidad, pero que, debido al gusto de los más pudientes, se convierten en mercancías deseadas.
En diferentes períodos de tiempo, el consumo y sus funciones sociales han variado. En la Inglaterra del siglo XIV, el consumo tenía un elemento político significativo. Al crear un gusto aristocrático lujoso y caro, la monarquía podía legitimarse a sí misma en un alto estatus y, de acuerdo con el mecanismo del gusto y el consumo, imitando el gusto de la realeza, la nobleza competía por una posición social elevada. El esquema aristocrático de consumo llegó a su fin, cuando la industrialización aceleró la rotación de las mercancías y bajó los precios, y los lujos de épocas anteriores se volvieron, cada vez menos, indicadores de estatus social. A medida que la producción y el consumo de productos básicos aumentaron en escala, la gente pudo permitirse elegir entre diferentes productos básicos. Esto preveía que la moda se creara en el mercado.
La era del consumo masivo marca otro nuevo tipo de consumo y patrón de gusto. A partir del siglo XVIII, este período puede caracterizarse por el aumento del consumo y el nacimiento de la moda, que no se puede explicar con precisión solo por el estatus social. Más que establecer su clase, la gente adquiría bienes solo para consumirlos de forma hedonista. Esto significa que el consumidor nunca está satisfecho, sino que busca constantemente novedades y trata de satisfacer el impulso insaciable de consumir.
Por lo tanto el gusto ha sido visto como algo que presupone el consumo, como algo que existe antes que las elecciones del consumidor. En otras palabras, el gusto se ve como un atributo o propiedad de un consumidor o de un grupo social. Una visión alternativa crítica al gusto atribuido sugiere que el gusto no existe en sí mismo como un atributo o una propiedad, sino que es una actividad en sí mismo. Este tipo de concepción pragmática del gusto deriva su impulso crítico del hecho de que los gustos individuales no pueden observarse en sí mismos, sino que solo los actos físicos pueden ser observados. Basándose en esto, Hennion, Arsel y Bean sugieren un enfoque de teoría práctica para comprender el gusto.

## Gusto y clases sociales
Podría decirse que la cuestión del gusto está relacionada de muchas formas con las divisiones sociales subyacentes de la comunidad. Es probable que exista variación entre grupos de diferentes niveles socioeconómicos en las preferencias por prácticas y bienes culturales, en la medida en que a menudo es posible identificar tipos particulares de gustos de clase. Además, dentro de muchas teorías sobre el gusto, la dinámica de clases se entiende como uno de los principales mecanismos que estructuran el gusto y las ideas de sofisticación y vulgaridad.

### Imitación y distinción

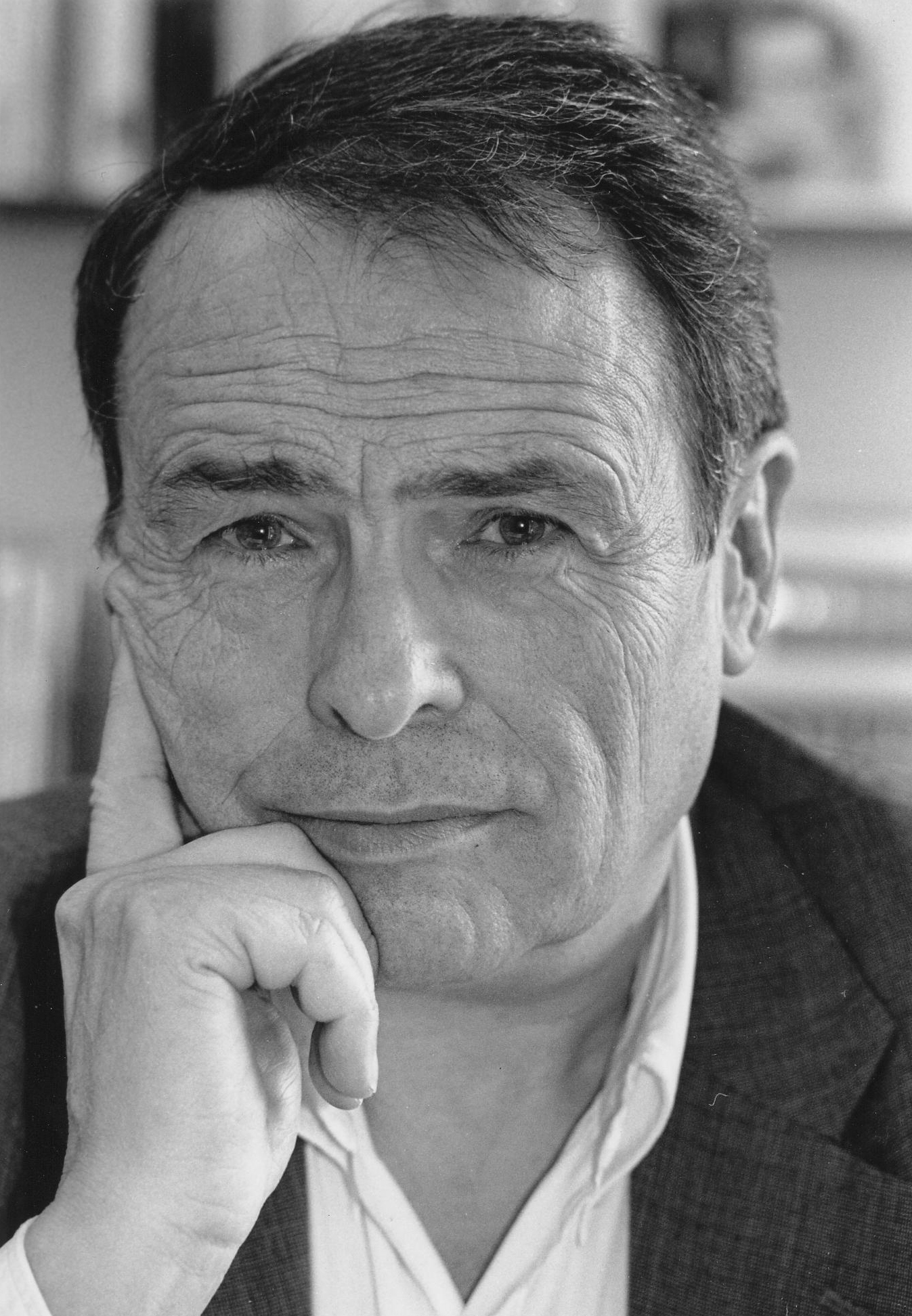
Pierre Bourdieu

Los sociólogos sugieren que las personas revelan mucho sobre sus posiciones en las jerarquías sociales por la forma en que sus elecciones cotidianas revelan sus gustos. Es decir, la preferencia por ciertos bienes de consumo, apariencias, modales, etc. puede indicar su estatus porque se percibe como parte del estilo de vida de grupos de alto estatus. Se argumenta además que los patrones de gusto están determinados por la estructura de clases porque las personas también pueden emplear estratégicamente distinciones de gusto como recursos para mantener y redefinir su estatus social.
Cuando el gusto se explica en función de sus funciones para la competencia de estatus, las interpretaciones a menudo se basan en el modelo de emulación social. Se asume, en primer lugar, que las personas desean distinguirse de las que tienen un estatus inferior en la jerarquía social y, en segundo lugar, que las personas imitarán a las que ocupan puestos más altos.
El sociólogo alemán Georg Simmel (1858-1918) examinó el fenómeno de la moda, que se manifiesta en patrones de gusto que cambian rápidamente. Según Simmel, la moda es un vehículo para fortalecer la unidad de las clases sociales y para diferenciarlas. Los miembros de las clases altas tienden a señalar su superioridad y actúan como iniciadores de nuevas tendencias. Pero el gusto de la clase alta pronto es imitado por las clases medias. A medida que los bienes, las apariencias, los modales, etc., concebidos como marcadores de estatus de clase alta, se vuelven lo suficientemente populares, pierden su función de diferenciar. De modo que las clases altas tienen que originar aún más innovaciones estilísticas.
Por otro lado el economista Thorsten Veblen sostuvo que distanciarse de las dificultades del trabajo productivo siempre ha sido el signo concluyente de un alto estatus social. Por tanto, el gusto de la clase alta no se define por las cosas que se consideran necesarias o útiles, sino por las que son lo contrario. Para demostrar la falta de productividad, los miembros de la llamada clase ociosa desperdician notablemente tanto su tiempo como sus bienes. El estrato social más bajo hace todo lo posible por imitar el estilo de vida no productivo de las clases altas, aunque en realidad no tienen los medios para sostenerlo.
Una de las teorías más ampliamente referenciadas sobre los gustos de clase fue acuñada por el sociólogo francés Pierre Bourdieu (1930-2002), quien afirmó que los gustos de las clases sociales se estructuran sobre la base de evaluaciones sobre las posibilidades y limitaciones de la acción social. Algunas opciones no son igualmente posibles para todos. Las limitaciones no se deben simplemente a que los miembros de diferentes clases tengan cantidades variables de recursos económicos a su disposición. Bourdieu argumentó que también existen importantes recursos no económicos y su distribución afecta la estratificación social y la desigualdad. Uno de esos recursos es el capital cultural, que se adquiere principalmente a través de la educación y el origen social. Consiste en el conocimiento y la competencia acumulados para hacer distinciones culturales. Poseer capital cultural es una ventaja potencial para la acción social, brindando acceso a credenciales de educación, ocupaciones y afiliación social.
Al evaluar las relaciones entre los patrones de consumo y la distribución del capital económico y cultural, Bourdieu identificó distintos gustos de clase dentro de la sociedad francesa de la década de 1960. El gusto de la clase alta se caracteriza por distinciones refinadas y sutiles, y otorga un valor intrínseco a la experiencia estética. Este tipo particular de gusto fue apreciado como la base legítima del "buen gusto" en la sociedad francesa, reconocido también por las otras clases. En consecuencia, los miembros de las clases medias parecían practicar la "buena voluntad cultural" al emular los modales y estilos de vida de la clase alta. El gusto de las clases medias no se define tanto por el auténtico aprecio por la estética como por el deseo de competir en el estatus social. En cambio, el gusto popular de las clases trabajadoras se define por un imperativo de "elegir lo necesario". No se le da mucha importancia a la estética. Esto puede deberse a una privación material real que excluye todo lo que no sea necesario, pero también a un hábito, formado por experiencias colectivas de clase. Los gustos relacionados con la clase se manifiestan en diferentes dominios culturales como la comida, la ropa, las artes, el humor e incluso la religión.

### Crítica de las teorías de clase
Las teorías del gusto que se basan en las ideas de competencia de estatus y emulación social han sido criticadas desde varios puntos de vista. En primer lugar, se ha sugerido que no es razonable rastrear toda la acción social hasta la competencia de estatus; Si bien marcar y reclamar estatus son incentivos fuertes, las personas también tienen otras motivaciones. En segundo lugar, se ha argumentado que no es plausible suponer que los gustos y estilos de vida siempre se difunden hacia abajo desde las clases altas, y que en algunas situaciones la difusión de los gustos puede moverse en la dirección opuesta.
También se ha argumentado que la asociación entre clase social y gusto ya no es tan fuerte como solía ser. Por ejemplo, los teóricos de la Escuela de Frankfurt han afirmado que la difusión de productos culturales de masas ha oscurecido las diferencias de clase en las sociedades capitalistas. Los productos consumidos pasivamente por miembros de diferentes clases sociales son prácticamente todos iguales, con solo diferencias superficiales en cuanto a marca y género. Otras críticas se han concentrado en los efectos desclasificadores de la cultura posmoderna; que los gustos de los consumidores están ahora menos influenciados por las estructuras sociales tradicionales, y se involucran en juegos con significantes que flotan libremente para redefinirse perpetuamente con lo que encuentran placentero.

## Mal gusto
El mal gusto (también gusto vulgar) es generalmente un título que se le da a cualquier objeto o idea que no cae dentro de los estándares sociales normales de la época o el área. Al variar de una sociedad a otra, y de vez en cuando, el mal gusto generalmente se considera algo negativo, pero eso también cambia con cada individuo.